# Коньково (район Москвы)
Конько́во — район и внутригородское муниципальное образование в Москве. Район расположен в центральной части Юго-Западного административного округа. Территория была включена в границы Москвы в 1960 году. Коньково является жилым районом города Москвы и в нём нет крупных промышленных предприятий.

## Характеристика района
По данным на 2010 год площадь района составляет 717,91 га. Площадь жилого фонда — 3098,8 тыс. м² (2010 год).

## Территория и границы
Район Коньково расположен в центральной части Юго-Западного административного округа, граничит со следующими районами Москвы:
- на юго-западе — Тёплый Стан
- на юге, юго-востоке и востоке — Ясенево (в том числе с природным парком «Битцевский лес»)
- на севере — Черёмушки
- на северо-западе — Обручевский

Граница района Коньково проходит по улицам Профсоюзная, Островитянова, Академика Опарина, Миклухо-Маклая, Академика Волгина (включая домовладения № 2 к.1 и к.2), Обручева и западной границе Природно-исторического парка «Би́тцевский лес».
Район состоит из нескольких микрорайонов, возведенных в основном в 1968-86 гг.: «Беляево-Богородское», «Коньково», «Деревлёво».
В центре района действует станция метрополитена «Беляево», на границах района — станция метро «Коньково» и станция метро «Калужская».

## Природные условия

### Рельеф
Район Коньково находится в центральной части Теплостанской возвышенности, на двух холмах. Один из них находится в районе станции метро «Коньково», а другой — 500 м севернее станции метро «Беляево». Эти места по своей высоте достигают максимального значения на Теплостанской возвышенности, которое составляет 255 м над уровнем моря и находится рядом со станцией метро «Тёплый Стан» у перекрестка Профсоюзной улицы и Новоясеневского проспекта (обозначено большим валуном). По линии Профсоюзной улицы проходит водораздел. Поэтому для района Коньково характерно, что существующие овраги, движение водных потоков после дождя или таяния снега идет как правило в восточном или западном направлении от линии водораздела. Сравнительно древний возраст рельефа, его относительная высота и мягкость пород обусловили сильную расчленённость массива Теплостанской возвышенности эрозийной сетью с относительными высотами 35—60 м. Верховья долин и оврагов местами совсем близко походят к водораздельным высотам, линии их склонов пересекаются, и местность приобретает эрозийно-увалистый рельеф. Здесь эрозией уже уничтожены все следы моренного рельефа. Особенно активно этот процесс проходил в середине 1960-х годов при подготовке площадок под строительство микрорайонов Конькова.

### Растительность и фауна
К жилым массивам прилегают зелёная зона «Тропарёво», усадьба «Узкое» и Битцевский лес. В парках преобладают берёза (38 %), липа (19 %), есть лиственница, осина, ольха, ель, дуб и другие породы деревьев. В конце апреля зацветает чистяк. К двадцатым числам мая ранневесенние виды отцветают, но одновременно зацветает лиловый горошек весенний, а с ним — звездчатка лесная, ландыш, купена, черёмуха, сирень и акация. В начале лета цветут вероника, живучка и другие травы, по опушкам и полянам — земляника. Поздним летом и до конца осени цветут колокольчик персиколистный, золотарник, робертова герань и другие.
Фауна насчитывает 115 видов, в том числе — 28 видов млекопитающих, 77 видов птиц, 4 вида пресмыкающихся и 6 видов земноводных. На территории района гнездятся домовый воробей, стриж, городская ласточка, сизый голубь, грач, галка, ворон, серая ворона, белая трясогузка, деревенская ласточка, скворец, мухоловка-пеструшка, зяблик, дикие утки, синицы, дрозды, снегири и соловьи.

### Климат
Климат района Коньково в целом аналогичен климату Москвы (см. Климат Москвы).

## Население
| 2002     | 2005     | 2010     | 2012     | 2013     | 2014     | 2015     |
| -------- | -------- | -------- | -------- | -------- | -------- | -------- |
| 138 757  | ↘117 600 | ↗153 272 | ↗154 297 | ↗154 820 | ↗155 468 | ↗155 667 |
| 2016     | 2017     | 2018     | 2019     | 2020     | 2021     | 2023     |
| ↗156 148 | ↘155 966 | ↗156 211 | ↗156 389 | ↗156 473 | ↘151 754 | ↗151 790 |
| 2024     |          |          |          |          |          |          |
| ↗152 544 |          |          |          |          |          |          |

Здесь проживают 335 детей-инвалидов, что составляет 1,3 % от общей численности детского населения. Дети-инвалиды по возрастным группам (2004 г.): От 0 до 7 лет — 84 человека; От 8 до 13 лет — 142 человека; От 14 до 18 лет — 109 человек. Совет ветеранов Великой Отечественной войны, труда и Вооружённых Сил района Коньково состоит из 12846 чел. (2005 г.), в том числе: инвалидов Великой Отечественной войны — 473, участников Великой Отечественной войны — 1736, тружеников тыла — 4365, ветеранов боевых действий — 165, ветеранов военной службы — 73, ветераны государственной службы — 43, ветеранов труда — 3568,членов семей умерших ветеранов Великой Отечественной войны — 240, прочих — 2183.
| Население постоянное:                                     | 117,6 тыс. чел. |
| Население наличное, всего:                                | 125,5 тыс. чел. |
| из них:                                                   |                 |
| - студенты, аспиранты и временно проживающие в общежитиях | 7,8             |
| - трудоспособного возраста                                | 63,5            |
| - пенсионеры, инвалиды                                    | 36,2            |
| - в возрасте моложе трудоспособного (до 18 лет)           | 18,7            |
| из них:                                                   |                 |
| - дошкольники (до 6 лет)                                  | 9,3             |
| - школьники (7-16 лет)                                    | 9,4             |

по состоянию на 01.01.2005 г.

### Национальный состав
По итогам переписи населения 2020 года проживали следующие национальности (национальности менее 0,1 % и другое, см. в сноске к строке «Другие»):
| Национальность | Численность, чел. | Доля     |
| -------------- | ----------------- | -------- |
| Русские        | 99 992            | 65,89 %  |
| Татары         | 794               | 0,52 %   |
| Армяне         | 724               | 0,48 %   |
| Украинцы       | 693               | 0,46 %   |
| Узбеки         | 473               | 0,31 %   |
| Грузины        | 375               | 0,25 %   |
| Киргизы        | 349               | 0,23 %   |
| Таджики        | 324               | 0,21 %   |
| Азербайджанцы  | 308               | 0,20 %   |
| Евреи          | 261               | 0,17 %   |
| Казахи         | 227               | 0,15 %   |
| Чеченцы        | 193               | 0,13 %   |
| Белорусы       | 178               | 0,12 %   |
| Другие         | 46 863            | 30,88 %  |
| Итого          | 151 754           | 100,00 % |

## Герб и флаг
Герб и флаг муниципального образования Коньково утверждены решением муниципального Собрания № 1/2 от 27 января 2004 года.

### Геральдическое описание герба
В красном щите московской формы — серебряный восстающий конь и золотая императорская корона над ним. В зелёной треугольной оконечности, завершённой серебром, — золотая подкова шипами вниз.

### Объяснение символики герба

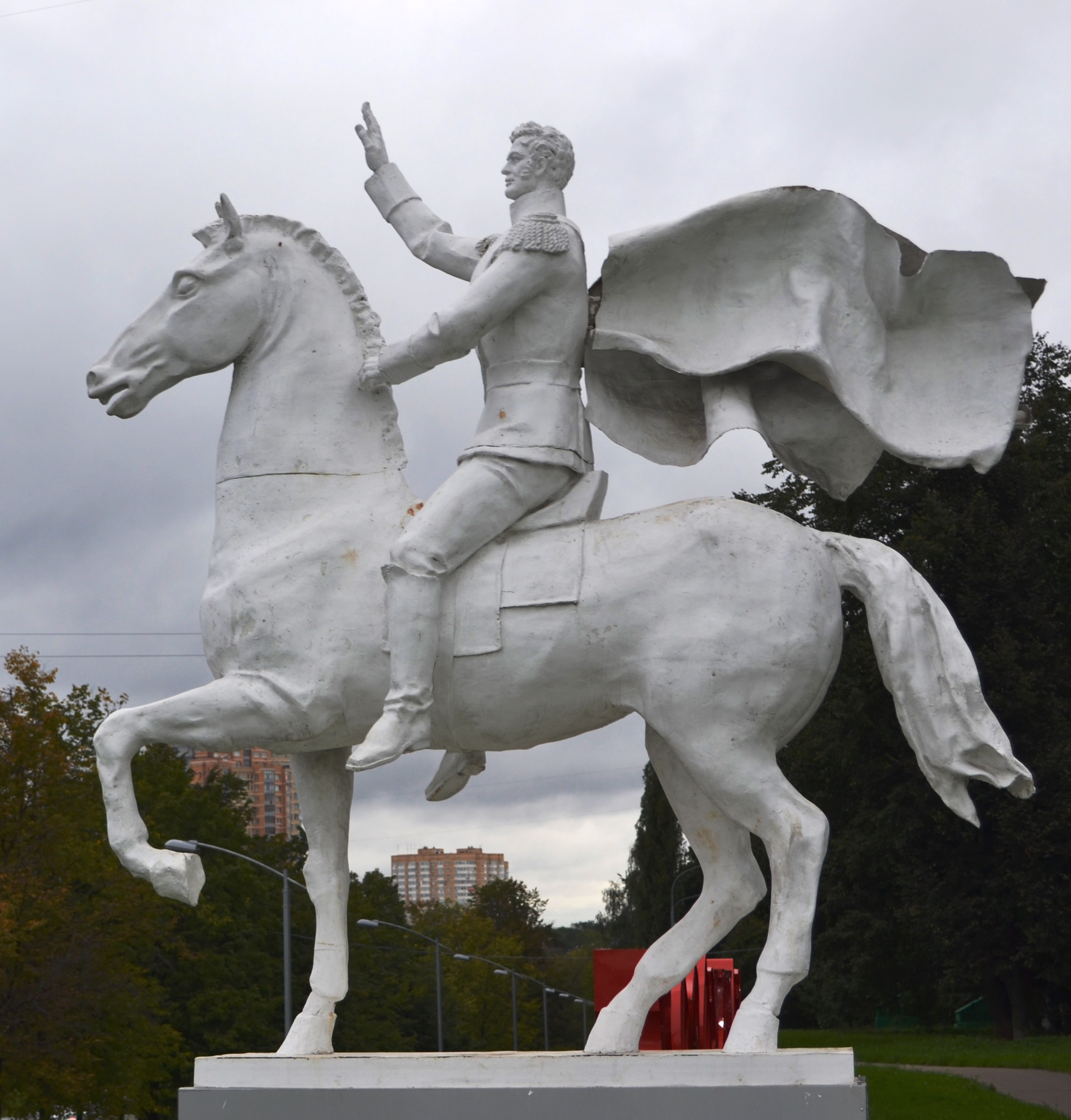
Памятник у перекрёстка улиц Островитянова и Профсоюзной

Серебряный конь, императорская корона и золотая подкова (потерянная царским конём при крутом подъёме Столбовой дороги из Москвы) символизируют сюжет из поэмы Семёна Кирсанова «Калужское шоссе», содержащий версию возникновения названия «Коньково»: «Конь царский пал. Ему воздвигнуть изваянье, „Коньково“ дать сему селению названье». К селу Конькову вела из Москвы дорога, делающая крутой подъём, поэтому быстрая езда по ней была нелёгкой. Треугольная оконечность символизирует Теплостанскую возвышенность, на которой располагается муниципальное образование.

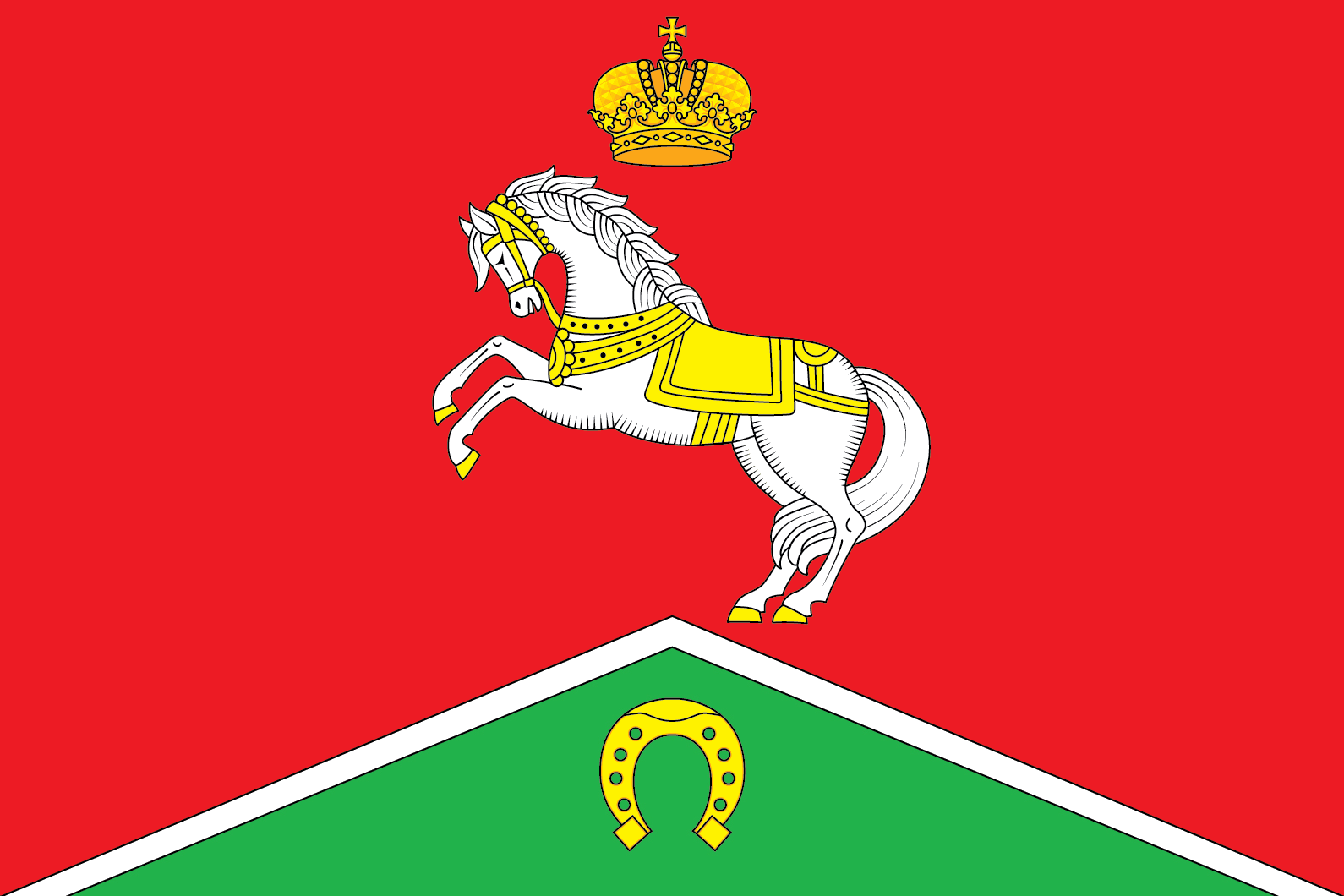
Флаг Конькова

### Описание флага
Флаг муниципального образования Коньково представляет собой двустороннее, прямоугольное полотнище с соотношением сторон 2:3. В красном полотнище — зелёный равнобедренный треугольник, с основанием, совпадающим с нижним краем полотнища. Высота треугольника равна 1/5 ширины полотнища. Треугольник отделён от остальной части полотнища белой полосой, ширина которой составляет 1/80 ширины полотнища.
Над треугольником помещено изображение белого восстающего коня, обращённого к древку, и жёлтой императорской короны над ним. Габаритные размеры изображения составляют 3/8 длины и 5/8 ширины полотнища. Центр изображения равноудалён от боковых краёв полотнища и на 1/8 смещён от центра к верхнему краю полотнища.
В треугольнике помещено изображение жёлтой подковы, шипами вниз. Габаритные размеры изображения составляют 2/15 длины и 1/5 ширины полотнища. Центр изображения равноудалён от боковых краёв полотнища и находится на расстоянии 1/8 ширины полотнища от его нижнего края.

## История
В XII веке на территории района Коньково находилось славянское поселение вятичей. Позднее здесь, вдоль дороги на Калугу и Боровск, возник целый ряд сёл: с XVI века известны Богородское и Узкое, с начала XVII века — Коньково-Сергиевское и Коньково-Троицкое, несколько позднее упоминаются Деревлёво и Беляево.
Своё название данный московский район получил от села Конькова, которое образовалось путём слияния двух сёл, получивших названия от их приходских храмов: Троицкого-Конькова, лежавшего слева от Калужской дороги, и Сергиевского-Конькова, располагавшегося напротив.

### Троицкое-Коньково

План Конькова-Троицкого и его окрестностей, 1766 г.

Первое сохранившееся сведение о Конькове относится к 1627 году, когда писцовая книга отметила в Чермневе стану — 
за стольники: за Ильею, да за Васильем Безобразовыми в поместьи деревня Степановская, Емелинское, а Бесово тож, на вражке, по обе стороны вверх речки Городенки, а в ней живут деловые люди 2 двора.

В состав поместья входили и две пустоши — 
Конково, а Холзиково тож, по обе стороны врага, и пустошь Гаврилково, Дубинкино тож, на враге.
Один из ближайших сподвижников Петра I Г. И. Головкин устраивает здесь усадьбу и в 1694 году строит Троицкую церковь в сельце Степановском в духе нарышкинского барокко с белокаменным декором. Сама же усадьба расположилась в основном на земле прилегающего Конькова. Тогда же усадьба и получила своё двойное имя Коньково-Троицкое.

План дворца в Конькове. Чертёж из «Казаковского альбома», конец XVIII в.

#### Дворец Екатерины II
В 1776 году Екатерина II покупает поместье Коньково и по проекту Василия Баженова в Конькове начали возводить дворец, аналогичный тому, который можно видеть в Царицыно, но не достроили. С этого времени Троицкое-Коньково на протяжении нескольких десятилетий являлось дворцовым владением.

### Сергиевское-Коньково
На правой стороне Калужской дороги, напротив Троицкого-Конькова, располагалось село Сергиевское-Коньково. В конце XVI века здесь находилась деревня Серина, принадлежавшая Петру Никитичу Шереметеву.
Позже владелец села Семён Толочанов строит здесь церковь в честь Сергия Радонежского, по которой сельцо стало именоваться Сергиевским.
В 1869 году историк Д. О. Шеппинг и археолог и писатель А. А. Гатцук раскопали славянские курганы, находившиеся в районе этого села. Несколько позже Д. О. Шеппинг сделал описание местности и зарисовку села Сергиевского.
 На правой стороне большой дороги, против коньковских дворов, красуется на возвышенном месте березовая роща с правильно засаженными аллеями, принадлежавшая вероятно к парку графа Воронцова; ныне часть её обращена в деревенское кладбище. Посредине рощи большой курган, и по ту сторону, на склоне большого оврага, имеется множество невысоких доисторических курганчиков, расположенных в виде шахматной доски, где мы с А. А. Гатцуком произвели несколько лет тому назад археологическую раскопку, увенчавшуюся довольно успешными находками. В этой роще бывает 5 июля народное гулянье. Далее идёт усадьба, ныне купца Ирошникова, и церковь Сергия с церковными домами, но без крестьянских усадеб. На стенах и дверях церкви видны доныне следы французских пуль 1812 года

### Беляево
В середине XVIII века село Беляево принадлежало Д. Н. Салтыковой, а затем — И. Н. Тютчеву, отцу поэта Ф. И. Тютчева.

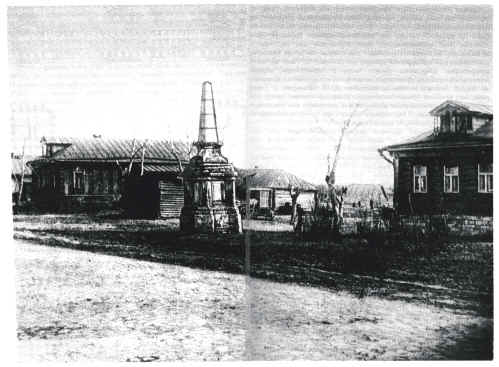
Белокаменный столб XVIII в. на Старой Калужской дороге. Фото 1930-х гг.

После отступления наполеоновских войск из Москвы по Калужской дороге значительно пострадала церковь в Конькове-Троицком, её закрыли в 1813 году. В итоге на два соседних села осталась одна церковь.

### Деревлёво
Первое упоминание деревни Деревлёво датируется XI—XIII веком. Создана на границах двух рек Коршунихи и Раменки. В 1715 году деревни Деревлёво и Беляево входили в дворцовое село Воробьёво.
Во второй половине XIX века два соседних села — Троицкое-Коньково и Сергиевское сливаются в одно под названием Коньково. Церковь в Троицком была упразднена, его население вошло в приход Сергиевской церкви. Деревни Коньково, Беляево (Дальнее) и Деревлёво, располагавшиеся на территории современного района Коньково относились с 1861 года к Зюзинской волости Московского уезда Московской губернии.
В 1918 году Зюзинская волость была включена в Царицынскую. В том же году Царицынская волость переименована в Ленинскую волость Московского уезда Московской губернии. В 1929 году, в результате масштабных административно-территориальных преобразований, деревни Коньково и Беляево перешли в состав Ленинского района Московской области.

### Вхождение в состав Москвы
В 1960 году Коньково и Беляево вошли в черту Москвы. Территория была включена в состав Октябрьского района г. Москвы. Интенсивное жилое строительство началось здесь в 1964 году и завершилось в начале 1980-х годов. Так, в 1965 г., непосредственно примыкая к ещё остававшимся домам деревни Беляево (Дальнее) были построены «пятиэтажки». В этом же 1965 году открыты улицы Миклухо-Маклая, Бутлерова. В 1966 году дома деревни Беляево (Дальнее) ещё стояли, однако, вскоре они были снесены, и на их месте в 1967 году построены первые школы (№ 176) и «девятиэтажки» (например, по ул. Бутлерова, д. 4, корп. 3, некоторые из них в 1966, 1968, 1969). В том же 1967 году были построены дома на полях, западнее деревни Коньково, но сама деревня ещё существовала. В 1968 году были построены первые детские сады. Тогда же были снесены дома деревни Деревлёво, и в 1969 году на её месте были построены первые многоэтажки, большая часть домов на месте деревни Деревлёво были построены в 1970 году и позже.
В 1969 году территория современного района Коньково была передана в состав Черёмушкинского района г. Москвы. Последними были снесены дома деревни Коньково, которые просуществовали вплоть до 1970 года, после чего прямо по улице бывшей деревни Коньково была проложена Профсоюзная улица, которая прошла параллельно (юго-восточнее) старой Калужской дороги. Последняя сохранилась отдельными участками и превратилась в «дублёр» Профсоюзной улицы. В 1971 и 1972 годах были построены 12-этажные дома.
В 1973—1974 годах на северной территории бывшей деревни Коньково была построена станция метро «Беляево» и её оборотный тупик (открытым путём, с помощью выкапывания котлована).

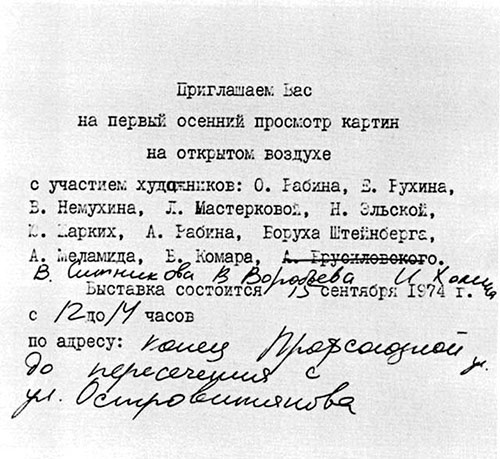
Приглашение на независимую выставку в Коньково, впоследствии ставшую известной как «Бульдозерная выставка», 1974 год

15 сентября 1974 года на территории Коньково, на пересечении улиц Островитянова и Профсоюзной, состоялась Бульдозерная выставка — знаменитая попытка провести нелегальную уличную выставку картин Оскара Рабина, Юрия Жарких, Евгения Рухина и других независимых художников, разогнанная коммунистическими властями и получившая широкий резонанс в зарубежных СМИ.
В 1981—1982 годах были построены 16-этажные дома. В 1983 году Черёмушкинский район был переименован в Брежневский район. В 1988 году Брежневский район был переименован обратно в Черёмушкинский.
В 1991 году территория современного района Коньково (и весь, существовавший на тот момент Черёмушкинский район) передана в состав вновь образованного Юго-Западного административного округа. В 2000-х годах началось строительство новых домов, а также начался снос «пятиэтажек».

## Достопримечательности
- Храм Живоначальной Троицы (Сергия Радонежского) конца XVII в., выстроенный в стиле нарышкинского барокко — единственная постройка, сохранившаяся от усадьбы Коньково-Сергиевское. Позднее были пристроены придел и колокольня в классическом стиле. В 2017 году возле храма по адресу ул. Профсоюзная, д. 116—118 в рамках программы мэра Москвы «Мой район» появился сквер[25]. При входе появились две вертикальные стелы. В зоне отдыха установлены лавочки и детская площадка. Сквер оборудован лестницами и пандусами для удобства маломобильных граждан. Вечером территорию освещает 48 фонарей. Главная достопримечательность — воссозданный в центре сквера по историческим чертежам обелиск, воздвигнутый в конце XVIII века крестьянами в честь приезда императрицы Екатерины Второй.
- Выставочный зал «Галерея Беляево». Галерея открыта в 1988 году в память о прошедшей в районе в 1974 году «Бульдозерной выставке». Она вошла в историю отечественного изобразительного искусства как место проведения первых выставок советских художников-нонконформистов: Эрнста Неизвестного, Оскара Рабина, Эдуарда Штейнберга, Евгения Кропивницкого. В 2019 году в рамках программы «Мой район» рядом с галереей появился сквер с цветниками и альпийскими горками. Пространство украшено декоративными коваными часами с масками львов, держащих в пасти кольца[26].

### Расположение деревень в сравнении с современным районом
Деревня Коньково шла двумя основными линиями: одна линия шла по оси современной ул. Профсоюзная от ст. м. Беляево до ст. м. Коньково, вторая линия шла параллельно от «дублёра» ул. Профсоюзной у ст. м. Беляево в сторону ст. м. Коньково.
Деревня Беляево шла одной линией по оси современной ул. Архитектора Белопольского (от ул. Миклухо-Маклая до ул. Бутлерова), вторая линия домов деревни Беляево тянулась от современного дома по ул. Бутлерова, д. 4, корп. 3 до современной школы № 170, а затем поворачивала направо и шла до современной школы № 176.
Деревня Деревлёво имела более сложную планировку и располагалась в пределах ул. Профсоюзной, ул. Генерала Антонова и ул. Введенского. Одна линия шла от деревни Коньково (соединение ул. Миклухо-Маклая и «дублёра» ул. Профсоюзной по направлению к перекрестку ул. Обручева и Севастопольского проспекта (до ул. Генерала Антонова). Вторая линия шла от д. 4, корп. 2 до ул. Профсоюзной (поворот с ул. Профсоюзной направо — окончание этой линии). Третья линия шла от ул. Введенского до пруда, а затем поворачивала на 45° направо и шла до ул. Генерала Антонова.
На сегодня от коньковского ансамбля сохранились: церковь Троицы в Коньково, её в 1990 году освятили как Троицкую и начали реставрацию, и белокаменный обелиск второй половины XVIII века, имеющий форму сильно увеличенного верстового столба екатерининской эпохи. В Коньково установлена всего лишь копия этого столба. Оригинал столба, оказавшийся на территории строительства многоквартирного жилого дома, в 1972 г. переданный Музею архитектуры имени А. В. Щусева, был перевезён из Конькова на территорию его филиала в Донской монастырь, где и находится в настоящее время. Восточнее бывшего села также сохранился яблоневый сад. Небольшой сквер со скамейками между школой № 176 и домом 39, корп. 2 по ул. Миклухо-Маклая напоминает о саде деревни Беляево. От деревни Деревлёво сохранился пруд. О деревне Деревлёво также напоминает одноимённая остановка автобусов. Названия же первых двух деревень дали наименования районам-кварталам застройки (Беляево-Богородское, Коньково-Деревлёво), а затем и двум соседним станциям метро.
На месте дома 98, корп. 1 по Профсоюзной улице располагалась сельская школа.

## Инфраструктура
Имеется более 210 продовольственных и промтоварных магазинов, 3 торговых комплекса, 75 предприятий общественного питания, 87 предприятий бытового и коммунального обслуживания (в которые входят 8 приёмных пунктов белья в стирку, 14 парикмахерских, 4 ателье и мастерских по пошиву и ремонту одежды, 4 мастерских по ремонту обуви и 1 организация, оказывающая ритуальные услуги.

### Учреждения образования
В районе Коньково находятся 19 вузов. Архивировано из оригинала 24 ноября 2010 года. (Московский университет МВД России и Российский государственный институт интеллектуальной собственности), 21 детское дошкольное учреждение, 16 школ (в том числе 3, работающие в две смены), 5 учебно-воспитательных комплексов, профессиональный лицей № 329, межмуниципальный учебный комбинат № 21, центр образования № 170 имени А. П. Чехова и вечерняя школа № 115,ЦК «Сцена». Архивировано из оригинала 23 февраля 2011 года., театр-студия «Откровение». Архивировано из оригинала 23 февраля 2011 года..

### Учреждения культуры
Работают 3 библиотеки (167,7 тыс. томов), Государственный выставочный зал «Беляево», детская галерея «Изопарк», Палеонтологический музей, Молодёжный центр культуры «Черёмушки» и Детская музыкальная школа имени А. Б. Гольденвейзера.
Строится Многофункциональный Общественный Центр шаговой доступности «Витязь» (кинотеатр «Витязь»).

### Детские досуговые учреждения
В районе действуют Детско-молодёжный центр поддержки и развития социальных и творческих технологий «Коньково», муниципальное учреждение «Спортивный центр по работе с трудными подростками „Гладиатор“» и ассоциация «Подросток»

### Спортивные сооружения
В районе находятся спортивный комплекс «Старт», Детский спортивный клуб «Самбо-70», каток «Хрустальный», 2 ведомственных бассейна, 2 спортивных комплекса, 11 школьных спортивных площадок, 17 дворовых спортивных площадок и 2 ведомственные спортивные площадки.

### Учреждения здравоохранения
В районе расположены Российский научный центр рентгенорадиологии (клиника), диагностический клинический центр № 1, дом ребёнка № 9, детский бронхолёгочный санаторий № 15, стоматологическая поликлиника № 48, женская консультация № 13, четыре поликлиники (2 взрослые и 2 детские) и 10 аптек.

### Религиозные сооружения
В районе имеется два действующих православных храма — храм Живоначальной Троицы в Конькове. Храм входит в состав Андреевского благочиния Московской городской епархии Русской православной церкви. Адрес: Профсоюзная ул., 116а, настоятель — игумен Максим Рыжов. Также на территории района располагается храм в честь иконы Божией Матери «Умягчение Злых Сердец». Настоятель — иерей Николай Алешин. Адрес: Профсоюзная ул., 67.
Кроме того, в районе имеется церковь Церковь евангельских христиан-баптистов «Ковчег», расположенная по адресу ул. Островитянова, 32а.

## Парки и скверы

### Яблоневый сад
Народный парк на улице Академика Арцимовича, который появился в 2014 году на месте свалки строительного мусора. Здесь оборудовали спортивные и тренажерные площадки, зону воркаута, стадион, лавочки под навесами, а также детские площадки с канатными лазалками. На территории парка также благоустроили площадку для выгула собак, установили лавочки с навесами-перголами, урны, обустроили спуски и прогулочные дорожки, сделали специальный деревянный настил в центре Троицкого пруда, построили мостики через ручей и пруд, высадили новые деревья. На входе в парк и на территории появились арки в виде яблок. Каждый год в парке в большом количестве зреют яблоки и груши, которые можно свободно собирать. В 2019 году парк «Яблоневый сад» объединили с парком «Соловьиная роща» на улице Островитянова, который был благоустроен в 2015 году.

### Сквер «Беляево-Богородское»
Зона отдыха находится на Профсоюзной улице, в районе домов № 96-98. Благоустройство сквера на месте заваленного мусором пустыря реализовано в рамках программы «Мой район». Здесь в 2020 году появились прогулочные зоны, велосипедные дорожки, клумбы и газоны. В сквере также отремонтировали асфальтобетонное покрытие, высадили деревья и кустарники, разбили 14 цветников и восстановили газон. На территории установлены две детские площадки с качелями, каруселями и батутами.

### Зона отдыха у Верхнего (Малого) Коньковского пруда
В 2020 году специалисты ГУП «Мосводосток» очистили ложе водоёма от ила и завершили работы по углублению дна. Сейчас на пруду ремонтируют береговые укрепления. В дальнейшем специалисты отремонтируют камеры водовыпуска и проведут устройство водоупорного слоя. Также приведут в порядок прогулочную дорожку вокруг пруда, а прилегающую территорию благоустроят.

## Общественный транспорт
Сквозь весь район проходит одна из главных магистралей города — Профсоюзная улица, а также Калужско-Рижская линия метро: три станции, «Коньково», «Беляево» и «Калужская» расположены на территории района.
Рядом с районом также проходит Большая кольцевая линия метро: станция «Воронцовская» связана переходом со станцией «Калужская».
По улице Академика Опарина проходит Троицкая линия метро, на ней же расположена станция метро «Университет дружбы народов».
В Коньково развита сеть маршрутов наземного общественного транспорта. Наземный городской транспорт в районе представлен автобусными маршрутами.
| №    | Конечные остановки                                                                                          | Примечания |
| ---- | --- | --- |
| 1    | Метро «Ломоносовский проспект» — Севастопольский проспект                                                   | 16 июля 2022 года конечная остановка «МГУ» переименована в «Метро „Ломоносовский проспект“» |
| 145  | Метро «Беляево» → Метро «Университет дружбы народов» → Метро «Беляево»                                      | Кольцевой маршрут |
| 196  | Тропарёво — Метро «Октябрьская»                                                                             | Существуют парковые рейсы: - Тропарёво → Метро «Калужская» (южный вход) (в парк) - Метро «Калужская» (южный вход) → Тропарёво (из парка) - Коньково → Метро «Октябрьская» (из парка) |
| 224  | Большая Юшуньская улица — Улица Марии Ульяновой                                                             | 30 июля 2022 года остановка «Ленинский проспект» была переименована в «Улица Марии Ульяновой», 6 августа — разделена на две |
| 226  | Метро «Калужская» — МЦД Очаково                                                                             | |
| 246  | 23-й квартал Новых Черёмушек — Метро «Калужская»                                                            | |
| 250  | 5-й микрорайон Тёплого Стана — Улица Академика Анохина                                                      | |
| 261  | Метро «Озёрная» — Метро «Ясенево»                                                                           | |
| 273  | Большая Юшуньская улица — Научный центр акушерства и гинекологии                                            | |
| 361  | Метро «Беляево» — Метро «Юго-Западная»                                                                      | |
| 404  | Метро «Калужская» — Метро «Юго-Западная»                                                                    | |
| 639  | Метро «Беляево» — Метро «Ясенево»                                                                           | |
| 642  | Метро «Калужская» — Метро «Юго-Западная»                                                                    | До 28 мая 2022 года также работал укороченный маршрут: 642к Метро «Калужская» — Метро «Ясенево» |
| 648  | Метро «Новые Черёмушки» — Метро «Ясенево»                                                                   | До 28 мая 2022 года следовал до станции метро «Битцевский парк» |
| 699  | Завод спецсплавов — МЦД Очаково                                                                             | |
| 712  | Метро «Беляево» — Улица Академика Бакулева                                                                  | |
| 718  | МЦД Мещерская — Улица Академика Бакулева                                                                    | |
| 752  | Метро «Беляево» — Солнцево                                                                                  | |
| 816  | Метро «Калужская» — Кардиоцентр                                                                             | |
| 915  | Метро «Калужская» — МЦК «Крымская»                                                                          | |
| 938  | Чертаново Южное — Метро «Калужская»                                                                         | |
| 961  | Метро «Калужская» → Метро «Калужская»                                                                       | Кольцевой маршрут |
| м84  | Метро «Калужская» — Сабурово                                                                                | |
| м90  | Метро «Беляево» — Метро «Лубянка»                                                                           | Существуют парковые рейсы с номером м90к: - Метро «Беляево» → Улица Введенского, 8 (в парк) |
| с13  | Улица Новаторов — Улица Академика Волгина — Улица Саморы Машела                                             | |
| с163 | Метро «Проспект Вернадского» — Метро «Варшавская»                                                           | |
| с923 | 5-й микрорайон Тёплого Стана — Улица Островитянова, 37                                                      | Заезды: от 5-го микрорайона Тёплого Стана к Санаторию «Узкое»; к 5-му микрорайону Тёплого Стана к улице Академика Капицы. Также существуют парковые рейсы: - 1-й автобусный парк → Улица Островитянова, 37 (из парка) - Завод спецсплавов → 5-й микрорайон Тёплого Стана (из парка) - Улица Островитянова, 37 → Улица Введенского, 8 (в парк) |
| с954 | Метро «Беляево» — Улица Бутлерова — Метро «Калужская» — Улица Введенского — Улица Капицы — Метро «Коньково» | |
| с976 | 5-й микрорайон Тёплого Стана — Улица Островитянова, 37                                                      | Существуют парковые рейсы: - 6-й микрорайон → 5-й микрорайон Тёплого Стана (из парка) - 5-й микрорайон Тёплого Стана → Улица Введенского, 23 (в парк) |
| с977 | Битцевская аллея — Метро «Ясенево»                                                                          | |
| т72  | Проезд Карамзина — Метро «Варшавская»                                                                       | Существуют парковые рейсы: - Метро «Калужская» (северный вход) → Метро «Варшавская» - Проезд Карамзина → Метро «Калужская» (южный вход) |
| т81  | Метро «Беляево» — Метро «Битцевский парк»                                                                   | |
| т85  | Проезд Карамзина — Метро «Профсоюзная»                                                                      | |